# Scum’s Wish
Kuzu no Honkai (яп. クズの本懐 Кудзу но Хонкай, букв. «Желание отвергнутого») — манга Мэнго Ёкояри, публикующаяся с 2012 года в сэйнэн-журнале Big Gangan издательства Square Enix. Аниме-адаптация студии Lerche начала транслироваться 13 января 2017 года.

## Сюжет
История повествует о 17-летнем Муги Авае и девушке по имени Ясураока Ханаби, которые со стороны кажутся идеальной парой. Они довольно популярны и хорошо подходят друг другу. Но Ханаби и Муги хранят от посторонних одну тайну: они оба страдают от неразделенной любви к другим людям, а встречаются друг с другом, чтобы как-то скрасить своё одиночество.

## Персонажи
Ханаби Ясураока (яп. 安楽岡 花火 Ясураока Ханаби) — главная героиня, ученица старшей школы. Ханаби была влюблена в своего друга детства Наруми, при этом она ласково называла его братиком.
Сэйю: Тика Андзай
Актриса: Мию Ёсимото
Муги Авая (яп. 粟屋 麦 Авая Муги) — ученик старшей школы, который влюблён в учительницу музыки Аканэ.
Сэйю: Нобунага Симадзаки
Актёр: Дори Сакурада
Санаэ Эбато (яп. 絵鳩 早苗 Эбато Санаэ) — подруга Ханаби, которая влюблена в неё. Ненавидит мужчин из-за несчастного случая во время её первого года обучения.
Сэйю: Харука Томацу
Актриса: Сарии Икэгами
Норико Камомэбата (яп. 鴎端 のり子 Камомэбата Норико) — подруга детства Муги, которая была влюблена в него после обучения. Она также ходила в ту же начальную школу, как и Ханаби. Ненавидит своё имя, предпочитает называть себя Мокой.
Сэйю: Сиори Идзава
 Наруми Канаи (яп. 鐘井 鳴海 Канаи Наруми) — давний друг детства Ханаби, который становится её классным руководителем.
Сэйю: Кэндзи Нодзима
Актёр: Коки Мидзута
 Аканэ Минагава (яп. 皆川 茜 Минагава Аканэ) — новая учительница музыки в течение первого года обучения.
Сэйю: Аки Тоёсаки
Актриса: Рина Айдзава

## Медиа-издания

### Манга
Мэнго Ёкояри начала публиковать мангу в журнале Big Gangan издательства Square Enix в 2012 году. Первый том в формате танкобона был выпущен 19 февраля 2013 года. По состоянию на 24 декабря 2016 года, всего выпущено 7 томов. На английском языке манга публикуется под импринтом Yen Press и в цифровом формате журналом Crunchyroll Manga. Манга закончила публикацию 25 марта 2017 года вместе с выпуском последнего, восьмого тома.
Список томов
| №   | Дата публикации      | ISBN                   |
| --- | -------------------- | ---------------------- |
| 1   | 19 февраля 2013 года | ISBN 978-4-7575-3887-0 |
| 2   | 25 октября 2013 года | ISBN 978-4-7575-4103-0 |
| 3   | 25 апреля 2014 года  | ISBN 978-4-7575-4264-8 |
| 4   | 19 ноября 2014 года  | ISBN 978-4-7575-4467-3 |
| 5   | 25 июня 2015 года    | ISBN 978-4-7575-4678-3 |
| 6   | 25 марта 2016 года   | ISBN 978-4-7575-4895-4 |
| 7   | 24 декабря 2016 года | ISBN 978-4-7575-5199-2 |
| 7.5 | 24 декабря 2016 года | ISBN 978-4-7575-5200-5 |
| 8   | 25 марта 2017 года   | ISBN 978-4-7575-5235-7 |

### Аниме
Аниме-сериал по мотивам манги был анонсирован в марте 2016 года в программном блоке noitaminA телеканала Fuji TV. Режиссёром является Масаоми Андо, автором сценария — Макото Уэдзу. Дизайн персонажей разработан Кэйко Куросавой, саундтрек написан Масару Ёкоямой. Производством занимается студия Lerche. Аниме состоит из 12 серий и будет выпущено на шести Blu-ray Disc/DVD-изданиях. Открывающую композицию под названием «Uso no Hibana» (яп. 嘘の火花 Усо но Хибана, «Искра лжи») исполнила 96neko, а закрывающую «Heikousen» (яп. 平行線 Хэйко:сэн, «Параллельная линия») исполнила Саюри.

#### Список серий
| № серии | Название                                                                       | Трансляция в Японии  |
| ------- | ------------------------------------------------------------------------------ | -------------------- |
| 1       | Загадай желание «Нодзоми Канаэ Тамаэ» (望み叶え給え)                           | 13 января 2017 года  |
| 2       | Мне нужно твое тепло! «Соно Нукумори ни Ё: га Ару!» (そのぬくもりに用がある！) | 20 января 2017 года  |
| 3       | Покажи мне любовь (не мечту) (Show Me Love (Not A Dream))                      | 27 января 2017 года  |
| 4       | Испорченное яблоко!! (Bad Apple!!)                                             | 3 февраля 2017 года  |
| 5       | Разрушающее дитя (DESTRUCTION BABY)                                            | 10 февраля 2017 года |
| 6       | Добро пожаловать в измерение X «Эккусу Дзигэн э Ё:косо» (X次元へようこそ)      | 17 февраля 2017 года |
| 7       | Много любви «Аи ва Такусан» (愛はたくさん (LOTS OF LOVE))                      | 24 февраля 2017 года |
| 8       | Сладкое воздержание (Sweet Refrain)                                            | 3 марта 2017 года    |
| 9       | Пловец баттерфляем (butterfly Swimmer)                                         | 10 марта 2017 года   |
| 10      | Хрупкая и пустая «Кара но Варэмоно» (カラノワレモノ)                           | 17 марта 2017 года   |
| 11      | Дружелюбное божество «Ясаси: Ками-сама» (やさしいかみさま)                     | 24 марта 2017 года   |
| 12      | История двух (2人のストーリー)                                                 | 31 марта 2017 года   |

### Дорама
По мотивам манги также была выпущена дорама, анонсированная в декабре 2016 года. Премьера состоялась 18 января 2017 года на телеканале Fuji TV.

## Пояснения
1. ↑  Премьера серии была указана на Fuji TV в 24:55 12 января 2017 года, что фактически 00:55 13 января.